# ريتشارد ماكسويل درو
ريتشارد ماكسويل درو (بالإنجليزية: Richard Maxwell Drew)‏ هو محامي وقاضي وسياسي أمريكي، ولد في 26 يونيو 1822، وتوفي في 11 يوليو 1850. حزبياً، نشط في الحزب الديمقراطي. وقد انتخب عضو مجلس نواب لويزيانا.